# Apti Chamsatowitsch Auchadow
Apti Chamsatowitsch Auchadow (russisch Апти Хамзатович Аухадов; * 18. November 1992 in Urus-Martan) ist ein russischer Gewichtheber. Er wurde 2011 Europameister im Reißen und Vize-Europameister im Zweikampf, jeweils im Leichtschwergewicht und 2013 Weltmeister im Zweikampf und im Stoßen.

## Werdegang
Apti Auchadow ist tschetschenischer Abstammung und vollbrachte bereits im Alter von 17 Jahren Spitzenleistungen, die darauf hinweisen, dass er schon sehr früh mit diesem Sport begonnen haben muss. Es ist nicht bekannt, in welchem Gewichtheber-Zentrum er trainiert und wer seine Trainer sind.
Das erste Resultat, das von ihm bekannt ist, ist das von der Junioren-Europameisterschaft (U 17) 2008 in Amiens. Er siegte dort im Mittelgewicht mit 317 kg (147–170) im Zweikampf vor Xhuljp Prroni aus Albanien, der mit 280 kg (125–155) im Zweikampf fast 40 kg hinter ihm lag. Bei der russischen Junioren-Meisterschaft (U 20) 2008 erzielte er für sein Alter fantastische 345 kg (163–182) im Zweikampf und stellte mit seiner Leistung im Reißen von 163 kg einen neuen Junioren-Weltrekord auf.
2009 wurde Apri Auchadow bei der Junioren-Europameisterschaft (U 20) in Landskrona im Leichtschwergewicht mit 347 kg (152–195) von dem drei Jahre älteren Polen Adrian Zieliński, der 362 kg (172–190) erzielte, auf den 2. Platz verwiesen, holte sich aber den Juniorenmeister-Titel im Stoßen. Bei der Junioren-Weltmeisterschaft des gleichen Jahres in Bukarest kam er im Leichtschwergewicht auf 356 kg (163–193) und belegte damit hinter Zieliński, der 368 kg (169–199) erreichte den 2. Platz. 2010 steigerte er sich bei der russischen Juniorenmeisterschaft (U 20) im Leichtschwergewicht auf 380 kg (170–210). Zu diesem Zeitpunkt war er erst 18 Jahre alt. Anschließend gewann er in Sofia dann den Junioren-Weltmeistertitel (U 20) im Leichtschwergewicht. Dazu genügten ihm im Zweikampf 371 kg (170–201), mit denen er den Chinesen Hu Chen, der auf 352 kg (156–196) kam, auf den 2. Platz verwies.
Im Januar 2011 bestätigte er beim Russland-Cup in Kasan seine gute Form. Er erzielte dort als Sieger im Leichtschwergewicht 378 kg (170–208). Er wurde deshalb vom russischen Cheftrainer Dawid Rigert auch bei der Europameisterschaft 2011, die ebenfalls in Kasan stattfand, eingesetzt und lieferte dort seinem russischen Landsmann und Titelverteidiger Alexei Jufkin einen großen Kampf. Nach dem Reißen führte er mit 173 kg vor Jufkin, der aber das Stoßen mit 215 kg zu 212 kg gewann. Damit erzielten beide Athleten, Auchadow und Jufkin, im Zweikampf 385 kg. Jufkin war aber einige Gramm leichter als Auchadow und wurde damit Europameister im Zweikampf, während Auchadow den 2. Platz belegte. Bei der Junioren-Weltmeisterschaft 2011 (U 20) in Penang erzielte Apti Auchadow im Zweikampf 378 kg (172–206) und unterlag damit dem Iraner Kianoush Rostami, der ebenfalls auf 378 kg (168–210) kam, nur aufgrund des höheren Körpergewichts. Im November 2011 wurde Apti Auchadow auch bei der Weltmeisterschaft der Senioren in Paris im Leichtschwergewicht eingesetzt. Er war dort aber in keiner guten Form und brachte sowohl im Reißen, als auch im Stoßen nur jeweils einen gültigen Versuch zustande. Mit seiner Zweikampfleistung von 370 kg (168–202) kam er deshalb nur auf den 5. Platz.
Zu den Olympischen Spielen in London 2012 trat Auchadow gedopt an und konnte am Ende einen zweiten Platz belegen.
2013 nahm Apti Auchadow bei der Europameisterschaft in Tirana teil und gewann dort mit der persönlichen Bestleistung von 388 kg (173–215) den Titel vor Iwan Markow aus Bulgarien, der mit 375 kg klar hinter ihm lag. Bei der Universiade im Juli 2013 in Kasan hob er dann nur so viel, wie zum Sieg notwendig war, das waren im Zweikampf 372 kg (167–205). Er siegte damit vor seinem Landsmann Artjom Okulow, der auf 371 kg (168–203) kam. In phantastischer Form präsentierte sich Apti Auchadow dann beim Höhepunkt des Jahres 2013, der Weltmeisterschaft in Wrocław. Er erzielte dort im Zweikampf 387 kg (175–212) und wurde damit in überlegenem Stil Weltmeister vor dem Bulgaren Iwan Markow, der auf 381 kg kam und seinem Landsmann Artjom Okulow, 381 kg.

## Doping
Zu den Olympischen Spielen 2012 in London war Auchadow gedopt. Bei umfangreichen Nachtests, die 2016 stattfanden, wurde nachgewiesen, dass er Anabolika zu sich genommen hatte. Er musste die in London erschlichene Silbermedaille abgeben. Sie ging stattdessen an den zuvor drittplatzierten Iraner Kianoush Rostami.

## Internationale Erfolge
| Jahr | Platz | Wettbewerb                       | Gewichtsklasse | Ergebnis |
| 2008 | 1.    | Junioren-EM (U 17) in Amiens     | Mittel         | mit 317 kg (147–170) vor Xhuljp Prroni, Albanien, 280 kg (125–155)                                                                                               |
| 2009 | 2.    | Junioren-EM (U 20) in Landskrona | Leichtschwer   | mit 347 kg (152–195), hinter Adrian Zieliński, Polen, 362 kg (172–190), vor Alexander Dimitrow, Bulgarien, 319 kg (144–175)                                      |
| 2009 | 4.    | Junioren-WM (U 20) in Bukarest   | Leichtschwer   | mit 356 kg (163–193); Sieger: Adrian Zieliński, 368 kg (169–199)                                                                                                 |
| 2010 | 1.    | Junioren-WM (U 20) in Sofia      | Leichtschwer   | mit 371 kg (170–201) vor Hu Chen, Volksrepublik China, 352 kg (156–196) und Ragab abd el Hay, Ägypten, 349 kg (151–198)                                          |
| 2011 | 1.    | Russland-Cup in Kasan            | Leichtschwer   | mit 378 kg (170–208) vor Ewgeni Kostin, 365 kg und Wjatscheslaw Jerschow, 362 kg, beide Russland                                                                 |
| 2011 | 2.    | EM in Kasan                      | Leichtschwer   | mit 385 kg (173–212), hinter Alexei Jufkin, Russland, 385 kg (170–215), vor Benjamin Hennequin, Frankreich, 373 kg (165–208)                                     |
| 2011 | 2.    | Junioren-WM (U 20) in Penang     | Leichtschwer   | mit 378 kg (172–206), hinter Kianoush Rostami, Iran, 378 kg (168–210), vor Egor Klimonow, Russland, 360 kg (160–200)                                             |
| 2011 | 5.    | WM in Paris                      | Leichtschwer   | mit 370 kg (168–202); Sieger: Kianoush Rostami, 382 kg (173–209) vor Benjamin Hennequin, Frankreich, 378 kg (170–208)                                            |
| 2012 | DSQ   | OS in London                     | Leichtschwer   | mit 385 kg (175–210), hinter Adrian Zieliński, Polen, 385 kg (174–211), vor Kianoush Rostami, Iran, 380 kg (171–209); Silbermedaille 2016 wegen Doping aberkannt |
| 2013 | 1.    | EM in Tirana                     | Leichtschwer   | mit 388 kg (173–215) vor Iwan Markow, Bulgarien, 375 kg (170–205) und Rauli Zirekidse, Georgien, 370 kg (165–205)                                                |
| 2013 | 1.    | Universiade in Kasan             | Leichtschwer   | mit 372 kg (167–205), vor Artjom Okulow, Russland, 371 kg (168–203) und Gheorghii Cernei, Moldawien, 360 kg (165–195)                                            |
| 2013 | 1.    | WM in Wrocław                    | Leichtschwer   | mit 387 kg (175–212), vor Iwan Markow, 381 kg (175–206) und Artjom Okulow, 381 kg (172–209)                                                                      |

## Einzelmedaillen
(nur Seniorenbereich)
- WM-Goldmedaillen: 2013/Stoßen
- WM-Bronzemedaillen: 2013/Reißen
- EM-Goldmedaillen: 2011/Reißen, 2013/Reißen, 2013/Stoßen
- EM-Silbermedaillen: 2011/Stoßen

Erläuterungen
- alle Wettkämpfe im Zweikampf, bestehend aus Reißen und Stoßen
- WM = Weltmeisterschaft, EM = Europameisterschaft, DSQ = Disqualifizierung
- Mittelgewicht, Gewichtsklasse bis 77 kg, Leichtschwergewicht, bis 85 kg Körpergewicht